# Дом Багратиона
«Дом Багратиона» (бел. Дом Баграціёна) — памятник усадебной архитектуры начала XIX века в городе Волковыске Гродненской области Белоруссии. Находится на окраине города по адресу: ул. Багратиона, 10. Усадебный дом включён в Государственный список историко-культурных ценностей Республики Беларусь.

## История
Усадебный дом построен в 1805 году. По легенде здесь в 1812 году размещался штаб 2-й российской армии, которой командовал П. И. Багратион.
Во второй половине XIX века — городская больница, потом приют для престарелых; в начале XX века принадлежал частным владельцам.
Здание частично разрушено в период Второй мировой войны. В 1949 году усадебный дом восстановлен, внутренняя планировка изменена. В здании расположился Волковысский военно-исторический музей имени Петра Ивановича Багратиона (основан в 1935 году как краеведческий, во Вторую мировую войну разграблен, в 1948 году восстановлен).
В 1950 году перед входом в усадебный дом установлен бронзовый бюст П. И. Багратиону работы З. Азгура, а на самом здании в 1957 году — мемориальная доска.
Постановлением Совета Министров Республики Беларусь от 14 мая 2007 года дом Багратиона внесён в Государственный список историко-культурных ценностей Республики Беларусь как объект историко-культурного наследия республиканского значения.

## Архитектура
Одноэтажное прямоугольное в плане деревянное здание накрыто высокой вальмовой крышей. Центральная часть с мезонином выделена четырёхколонным каменном портиком с изогнутым криволинейным фронтоном. Своеобразный портик обогащает пластически среднюю часть дома, выделяя его из соседнего ряда усадебной застройки. Над входом в пределах портика — балкон, на который выходят помещения мезонина. Фасады оштукатурены. Планировка анфиладная, в центре — вестибюль с лестницей.

## Музей
В усадьбе действует военно-исторический музей имени П. И. Багратиона. Здание бывшего усадебного дома было передано музею решением Волковысского районного исполнительного комитета от 15 февраля 1949 года.